# 桑特尔瓦斯德坎波斯
桑特尔瓦斯德坎波斯，是西班牙卡斯蒂利亚-莱昂巴利亚多利德省的一个市镇。总面积54平方公里，总人口156人（2001年），人口密度3人/平方公里。